# Manfred Mann's Earth Band (musikalbum)
Manfred Mann's Earth Band är det självbetitlade debutalbumet av Manfred Mann's Earth Band, lanserat 1972. Det lanserades på bolaget Philips i Europa och Polydor i USA.
Albumet blev ingen större kommersiell framgång, även om Randy Newman-låten "Living Without You" nådde plats 69 som singel på Billboard Hot 100. Musikkritikern Robert Christgau höll albumet som ett av sina favoritalbum 1972 och gav högsta betyg, A+ till det. Även i en retrospektiv recension av skivan för Allmusic får den ett högt betyg, 4,5 av 5 stjärnor.

## Låtlista
(upphovsman inom parentes)
1. "California Coastline" (Walt Meskell, Tim Martin) – 2:48
2. "Captain Bobby Stout" (Lane Tietgen) – 6:54
3. "Sloth" (Manfred Mann, Mick Rogers) – 1:27
4. "Living Without You" (Randy Newman) – 3:36
5. "Tribute" (Mann) – 5:32
6. "Please Mrs Henry" (Bob Dylan) – 4:32
7. "Jump Sturdy" (Dr. John Creaux) – 4:49
8. "Prayer" (Mann) – 5:41
9. "Part Time Man" (David Sadler, Mann) – 3:05
10. "I'm Up and I'm Leaving" (Mann, Sadler) – 3:11

## listplaceringar
- Billboard 200, USA: #138